# Дохристианская культура Древней Руси
Дохристианская культура Древней Руси — культура восточных славян и других народов Киевской Руси до официального принятия христианства в 988 году.
От этого периода сохранились лишь археологические находки, преимущественно, произведения декоративно-прикладного искусства, свидетельствующие о высоком уровне развития художественных ремёсел.

## Религия

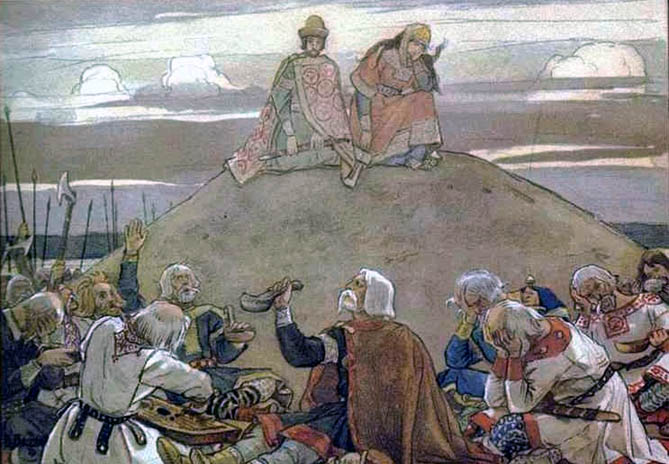
Тризна по Олегу, В. М. Васнецов, 1899

Основными чертами славянского язычества как мировоззрения являются вера в одушевлённость природы (аниматизм и анимизм), культ предков и сверхъестественные силы, которые постоянно присутствуют и принимают участие на протяжении всей жизни каждого человека, развитая низшая мифология, убеждённость в возможности воздействия на положение вещей в мире средствами примитивной магии, антропоцентризм.
Предполагается, что к наследию праиндоевропейской религии у славян восходили образы бога грозы и боевой дружины (Перун), бога скота и потустороннего мира (Велес), элементы образов близнечного божества (Ярило и Ярилиха, Иван-да-марья) и божества Неба-Отца (Стрибог). Также индоевропейскими являются такие образы, как Мать Сыра-Земля, связанная с ней богиня ткачества и прядения (Мокошь), солнечное божество (Дажьбог), и некоторые другие. Собственно славянские мифологические повествования не сохранились, поскольку религиозно-мифологическая целостность славян была разрушена в период их христианизации. Высшая мифология славян известна фрагментарно. Больше сведений имеется по низшей мифологии.
Русско-византийские договоры X века упоминают дружинного бога Перуна и «скотьего бога» Волоса. «Повесть временных лет» (начало XII века) под 980 годом называет нескольких богов, идолы которых были поставлены в Киеве князем Владимиром Святославичем: Перун, Хорс, Дажьбог, Стрибог, Симаргл, Мокошь.
«Слово о полку Игореве» XII века дважды говорит о русичах как о внуках Дажьбога, который, предположительно, рассматривается в качестве родоначальника или покровителя народа Руси, его наследия и богатства.

## Письменность
Существование письменности на территории Руси до проникновения глаголицы и кириллицы не доказано. Никаких литературных памятников этой письменности не найдено. Известны только упоминания о ней в различных письменных источниках, трактовка которых неоднозначна, а также ряд археологических находок с нерасшифрованными надписями.
Древнейшими известными русскими памятниками письменности являются договоры Руси с Византией X века. Они свидетельствуют о знакомстве руси с кириллицей ещё до Крещения. Однако их подлинники не сохранились, известны только списки в составе «Повести временных лет». Принятие христианства ввело Русь в орбиту византийского мира. От южных и в меньшей степени от западных славян в страну была перенесена богатая старославянская книжность, обязанная своим возникновением солунским братьям Кириллу и Мефодию и их ученикам, которые создали переводы важнейших библейских книг, молитв, гимнографических произведений.

## Устное творчество
Существовали песни (на бытовые, обрядовые и исторические темы), пословицы и поговорки, сказания и былины. Отголоски языческих мотивов, фольклора, встречаются в произведениях, записанных после Крещения Руси, в том числе христианских.

## Зодчество

### Жилища
Зодчество на данных территориях было, в первую очередь, деревянным и, разумеется, не сохранилось. Первым каменным зданием на Руси стала христианская Десятинная церковь (996 год).

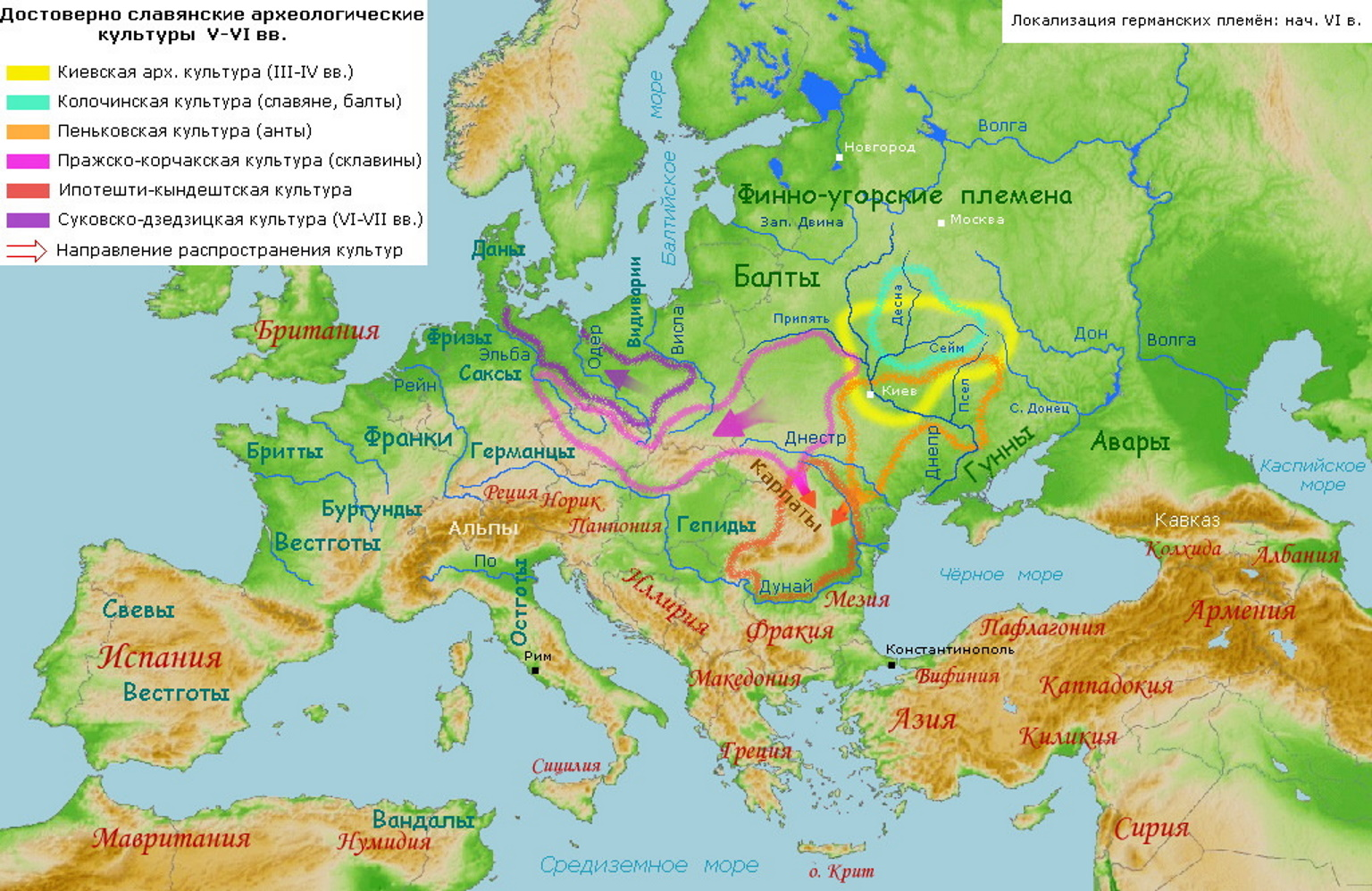
Ранние предположительно славянские археологические культуры, возникшие на основе киевской археологической культуры в V веке

Данные лексики показывают, что прародина славян находилась в лесной полосе. Лес занимал в жизни славян особое место. Польский этнограф и славист К. Мошинский даже писал о славянах как о живших в «деревянном веке». Лесные ресурсы использовались практически в любом ремесле или занятии, в том числе и в строительстве. Причина этого кроется не только в распространённости дерева и его доступности самым широким слоям населения, но и в том, что дерево очень легко поддаётся обработке даже непрофессионалу, позволяет возводить строения в короткие сроки и практически в любое время года, обладает низкой теплопроводностью, что важно в суровом холодном климате Восточной Европы. Деревянные дома могут быть заселены сразу же после возведения. С другой стороны, отрицательные качества дерева — недолговечность и горючесть — привели к тому, что селения постоянно горели и перестраивались. Так что ни одна деревянная постройка домонгольского времени на Руси не сохранилась в целости до того, как началось изучение истории деревянного зодчества. Очевидно, что с расселением восточнославянских племён вглубь лесной зоны, на север и северо-восток, где обильно произрастали хвойные породы леса, значение дерева в их строительстве увеличивалось. Изначально славяне, видимо, использовали различные породы леса, но затем стали отдавать предпочтение хвойным породам, благодаря их прямизне, сопротивляемости гниению, плотности, отсутствию дупел и свойству легко раскалываться на доски. Не исключено, что, переселяясь, славяне перенимали строительные приёмы встречавшихся им племён. Что касается иных строительных материалов, то горные породы в лесной зоне Европейской России встречаются в виде относительно глубоко залегающих в почве пластов песчаника и известняка, лишь по берегам рек изредка выступающих наружу, или в виде рассеянных по лесам валунов, которые было затруднительно употреблять для строительства, из-за чего они, если и использовались, то в качестве вспомогательного материала, например, для фундаментов. А кирпич на Руси не был известен до X века, но и после этого много веков из-за больших затрат только сооружения исключительной важности строили из кирпича. Таким образом, главнейшим материалом в строительстве стало дерево: из него создавали здания и мебель для них, хозяйственные и оборонительные сооружения, и даже замощались улицы.
Со временем основой деревянного зодчества русского народа стал бревенчатый сруб, который «рубили», то есть строили при помощи топора. Деревянные конструкции использовались человечеством с древнейших времён. Но изначально это были лёгкие конструкции, из которых возводили шалаши, хижины, землянки. Когда появилась срубная конструкция, не известно, но она была знакома народам Северной и Восточной Европы уже в бронзовом веке. Видимо, жители этих холодных регионов по достоинству оценили теплосберегающее свойство сруба в сравнении с постройками из деревянного каркаса, покрытого шкурами, досками, ветками, войлоком или черепицей. Тем более, что произрастающий там строевой хвойный лес как раз был особенно хорош для сруба.
По данным археологии, жилищами ранних славян были как целиком наземные дома, так и постройки, на месте которых прослеживается небольшое понижение уровня пола относительно уровня земли — котлован. В V—VII веках наземные дома были в большинстве случаев срубными и распространены в северо-западной зоне расселения славян, в частности, на территории современной Польши (суковско-дзедзицкая культура). На более южных и восточных территориях господствовали постройки с котлованами, имевшие как срубную, так и столбовую (каркасно-столбовую) конструкцию стен. В археологии за ними закрепился достаточно условный термин «полуземлянки». Они заметно отличались от аналогичных жилищ других народов, которые имели в центре помещения печь, очаг или опорный столб кровли, иногда имели округлую форму в плане.
Жилища славян V—X веков, распространённые в южной части лесной зоны и в лесостепи на территории современных Белоруссии, Украины, юго-западных областей России (пражская, корчакская, пеньковская, ипотешти-кындештская, позднее волынцевская и роменско-борщёвская культуры), имели котлованы глубиной 0,3—1,2 м (изредка до 1,5 м), близкие в плане к квадрату. Площадь котлованов колебалась от 6 до 20 м², чаще всего в пределах 9-16 м². Пол чаще всего земляной. Стены жилища ориентировались по сторонам света, вход находился с юга, возле двери имелись ступени. Печи круглые или квадратные в плане, складывались из камней или глины в одном из дальних углов помещения. Относительно распространения той или иной конструкции стен и их расположения относительно котлована у исследователей нет единого мнения. Срубные стены возводились из брёвен, реже из плах. Применялись рубки в обло и в лапу. Наличие непосредственных следов нижнего венца сруба не обязательно говорит о полностью срубной конструкции стены, так как в места соединения брёвен при помощи пазов могли устанавливаться столбы. Предполагают, что некоторые срубы могли складываться из тонких брёвен и в таком случае дополнительно рядом с ними устанавливали столбы для поддержания покрытия постройки. Как правило, в случаях использования каркасно-столбовых конструкций археологи находят следы ям, в которые закапывались столбы. Они устанавливались в углах постройки, а иногда и посередине стены. Сами стены обычно состояли из горизонтально уложенных плах, хотя предполагают, что существовали и плетневые стены. Иногда стены подмазывались глиной и/или покрывались побелкой. Плахи могли фиксироваться вырубленными в столбах вертикальными пазами, зажиматься столбами, расположенными внутри и снаружи постройки, или же прижиматься столбами к грунту. Непонятно, как могла быть устроена надземная часть стен каркасно-столбовой конструкции, когда столбы располагались только с одной, внутренней, стороны уложенных из плах стен. В реконструкции историка древнерусской архитектуры П. А. Раппопорта надземная часть таких стен присыпается землёй, которая прижимает плахи к столбам. Впрочем, вопрос снимается, если учесть, что надземная часть стены могла иметь другую конструкцию, например, срубную. И. И. Ляпушкин при исследовании Новотроицкого городища выдвинул предположение о наличии жилищ, не имеющих надземных частей стен, то есть землянок. Но с середины XX века вплоть до настоящего времени жилища с углублённым полом чаще реконструировали как однокамерные невысокие «полуземлянки», положение стен которых совпадало с откосом котлована. В таком виде они представлены в монографии Раппопорта. Однако, ещё в 1970-е годы Г. В. Борисевич писал, что в постройке Раппопорта семья не могла бы жить по причине тесноты. В настоящее время употребление термина «полуземлянка» по отношению ко всем постройкам с заглублённым полом признано некорректным. Борисевич и другие археологи выдвинули предположение, что стены многих жилищ на самом деле были срубными и стояли с отступом от котлована, а найденные каркасно-столбовые конструкции могли быть остатками обшивки своеобразных лежанок или лавок, образованных откосом котлована и поверхностью земли вдоль срубных стен жилища (затем лавки вдоль стен станут характерной чертой русского жилища). Таким образом, площадь жилища была бы несколько больше площади котлована. Были найдены дополнительные археологические подтверждения этой версии. Подобным образом образом реконструированы славянские жилища Днепро-Донского междуречья VIII—X веков в работах В. В. и О. Н. Енуковых. Кроме того, некоторые исследователи, в частности, А. В. Григорьев, говорят о двухэтажных домах, существовавших уже в IX веке. Внутри славянских построек и за их пределами находят хозяйственные ямы. Существовали хозяйственные постройки. Они близки по строению к жилищам, но нередко имели пол на уровне земли.
Упоминание жилищ славян имеется в византийском трактате «Стратегикон» Маврикия конца VI — начала VII веков:

Они селятся в лесах, у неудобопроходимых рек, болот и озёр, устраивают в своих жилищах много выходов вследствие случающихся с ними, что и естественно, опасностей
Фраза «много выходов» дала археологам повод предположить, что существовали крытые переходы, соединяющие несколько жилищ. Однако убедительных свидетельств их существования не было найдено. Возможно, Маврикий имел в виду не собственно жилище, а комплекс близко расположенных жилищ.
Во второй половине I тысячелетия н. э. славяне постепенно продвигаются вглубь лесной зоны, на север и северо-восток, и со временем заселяют псковско-новгородский регион. На памятниках культур псковских длинных курганов и новгородских сопок раскопаны наземные однокамерные дома с глиняным или дощатым полом, с печью в углу, площадью 12-20 м². Стены обычно срубные, но встречаются каркасные конструкции, сочетающиеся вместе со срубными в одной постройке. Некоторые дома, видимо, ставились на земляные подсыпки, которые ограничивались брёвнами (завалинка). В некоторых жилищах обнаружены котлованы глубиной 0,2—1 м, площадью меньше общей площади помещения. Описанные жилища многие археологи определяют как типично славянские для этого региона. Открытым остаётся вопрос о происхождении этих жилищ. В. В. Седов усматривал в них признаки влияния западных славян. Э. М. Загорульский с этой версией не соглашается и даже подвергает сомнению славянскую принадлежность этих жилищ. По его мнению, славяне расселились здесь не ранее X века и в некоторой степени заимствовали типы жилых и хозяйственных построек и технику строительства у местных балтских и финно-угорских племён. А. А. Шенников считал, что корни классического русского сруба восходят к дьяковской культуре, распространённой на землях Средней России до прихода славян. Её носителей считают предками финно-угорских племён меря и весь. Прямоугольные срубные дома действительно имели распространение в поздний период развития дьяковской культуры наряду с другими типами построек и не исключено, что они сохранились к приходу в эти земли славян. Аналогичные дома существовали у соседей дьяковцев, например, у балтов позднего периода днепро-двинской культуры. К концу I тысячелетия н. э. в регионе ещё существовали другие формы жилища. Среди них «большие дома» Старой Ладоги распространённого в Европе типа трёхнефное халле с очагом в центре помещения, имели срубную конструкцию, иногда с применением столбов, но столбовые конструкции себя изживали У озера Съезжее найдены следы жилой постройки с размерами 5,3 × 6,9 м, незначительным заглублением пола и очагом-каменкой почти в центре помещения. Сооружения с центральным положением отопительных устройств имеют местное прибалтийско-финское или скандинавское происхождение. На рубеже тысячелетий многообразие домостроения, свидетельствовавшее о полиэтническом характере региона, нивелировалось. Основным типом жилища формирующейся древнерусской народности в лесной зоне стал наземный срубный дом с печью в углу.

### Святилища
Вопрос о славянских языческих храмах довольно спорен. Считается, что храмы, то есть деревянные постройки, внутри которых стояли идолы, характерны только для западных славян и традиция их строительства идёт от кельтов. У восточных же славян культовыми объектами скорее служили почитаемые природные объекты, различные открытые площадки для жертвоприношений, погребальные памятники — курганы, а также святилища — открытые площадки, где стояли идолы. Впрочем, в Западной Украине были найдены остатки сооружений, которые могли быть храмами. Например, в Зелёной Липе Черновицкой области на вершине останца стояло квадратное в плане сооружение с двойными бревенчатыми стенами, обмазанными глиной. В центре помещения стоял столб, возможно, основание идола. По керамике храм датирован XI—XII веками. Ни жилищ, ни оборонительных сооружений на останце найдено не было. Аналогичный объект существовал в селе Рудники Ивано-Франковской области. Упоминание языческих храмов имеется в «Памяти и похвале князю Владимиру». Описание языческих храмов, стоящих на горах, имеется у Аль-Масуди, но его происхождение не ясно и оно носит малоправдоподобный характер.
Славяне поклонялись идолам в открытых святилищах (капищах). Обычно у славян роль храма выполнял лес. Наличие храмовых помещений у славян (за исключением западных) не зафиксировано, однако они вполне могли иметь место, не оставив после себя следов, будучи деревянными. На капище проводились обряды поклонения идолам. Капища могли быть огорожены, их обычным атрибутом был костёр, временный или постоянный. Очевидно, капище было построено князем Владимиром для его пантеона, однако оно до сих пор не обнаружено археологами. Рассуждения Б. А. Рыбакова в этом отношении, поддержавшего археологов П. П. Толочко и Я. Е. Боровского, «открывших» капище Владимира, в последнее время оспариваются. Судя по данным летописей, капище Перуна было и в Новгороде, на Перыни. Оно было предположительно обнаружено советским археологом В. В. Седовым, однако и его реконструкции на сегодняшний день вызывают большие сомнения. Из славянских святилищ, обнаруженных археологами, особо выделяют также Збручский культовый центр. В последнее время высказываются предположения о том, что функцию святилищ на Северо-Западе Руси могли выполнять сопки — сакральные памятники в виде насыпей над захоронениями. По крайне мере, сама насыпь чаще всего играла больше ритуальную функцию, чем погребальную. Остатки именно такого святилища могли быть обнаружены на Перыни.

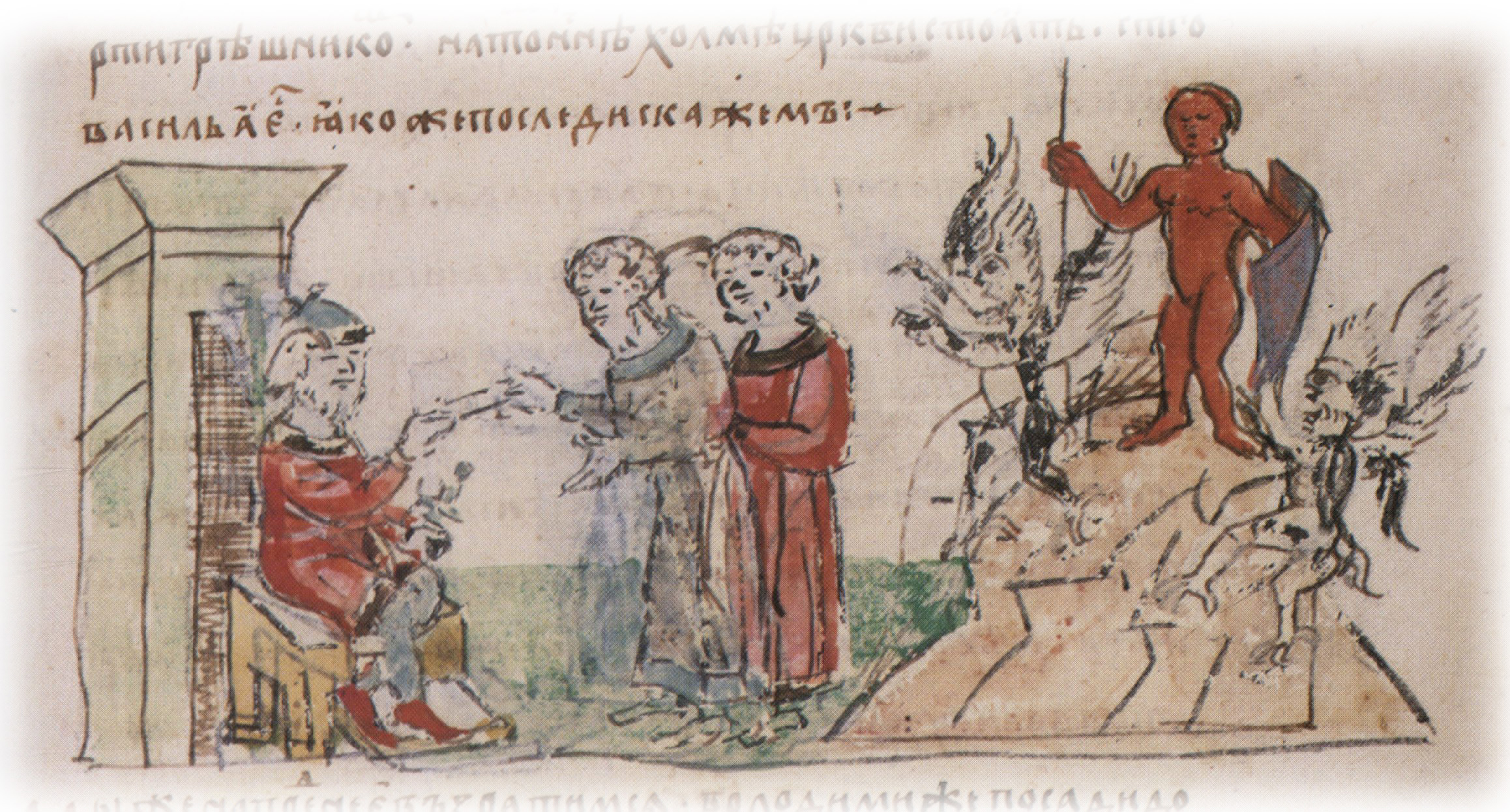
Княжение Владимира Святославича в Киеве; воздвигнутый по его повелению идол Перуна в окружении бесов. Миниатюра из Радзивилловской летописи, конец XV века

Единственное описание славянского языческого святилища в древнерусской литературе содержится в «Повести временных лет» (составленной в начале XII века) под 980 годом, где рассказано об установлении Владимиром Святославичем в Киеве на холме за пределами теремного дворца шести кумиров. Предполагается, что при Игоре Рюриковиче в середине X века идол Перуна располагался непосредственно во дворе княжеского терема.
В известии под 980 годом упомянуты установленные идолы Перуна, Хорса, Дажьбога, Стрибога, Симаргла и Мокоши:

И стал Владимир княжить в Киеве один и поставил кумиры на холме за теремным двором: деревянного Перуна с серебряной головой и золотыми усами, и Хорса и Даждьбога, и Стрибога, и Симаргла и Мокошь. И приносили им жертвы, называя их богами, и приводили своих сыновей, и приносили жертвы бесам, и оскверняли землю жертвоприношениями своими.
Оригинальный текст (церк.-сл.)И нача княжити Володимиръ въ Киевѣ одинъ и постави кумиры на холъму внѣ двора теремнаго: Перуна деревяна, а голова его серебряна, а усъ золот, и Хоръса, и Дажьбога, и Стрибога и Сѣмарьгла, и Мокошь. И жряхут имъ, наричуще богы, и привожаху сыны своя, и жряху бѣсомъ, и осквѣрняху землю требами своими.

## Изобразительное искусство
Л. Любимов в книге, изданной в 1974 году, приводит некоторые постулаты, сформулированные советскими исследователями Киевской Руси: «Связь между культурой скифов и восточных славян не может считаться непосредственной, тем не менее игнорировать её нет никаких оснований. Начиная с VI века памятники позволяют говорить более определённо о характере собственной и в достаточной степени определившейся культуры восточного славянства, известного с этого времени под именем антов-руси. В этот же период анты-русь входят в непосредственное и постоянное общение с Византией и народами Востока. В VII—VIII веках появляются у восточных славян города. Итак, восточные славяне — анты-русь — до образования Киевского государства, то есть до второй половины IX века, имели уже свою значительную историю и успели достигнуть весьма заметных успехов в области материальной культуры». Советская наука считала, что истоки русского искусства восходят к художественной культуре славянских племен и к искусству античного и скифского Причерноморья. В дальнейшем, после крещения Руси «византийский вклад лег на твердую почву крепких славянских художественных традиций, обусловивших решительную творческую переработку заносных греческих форм и своеобразие памятников русского монументального искусства».

### Скульптура

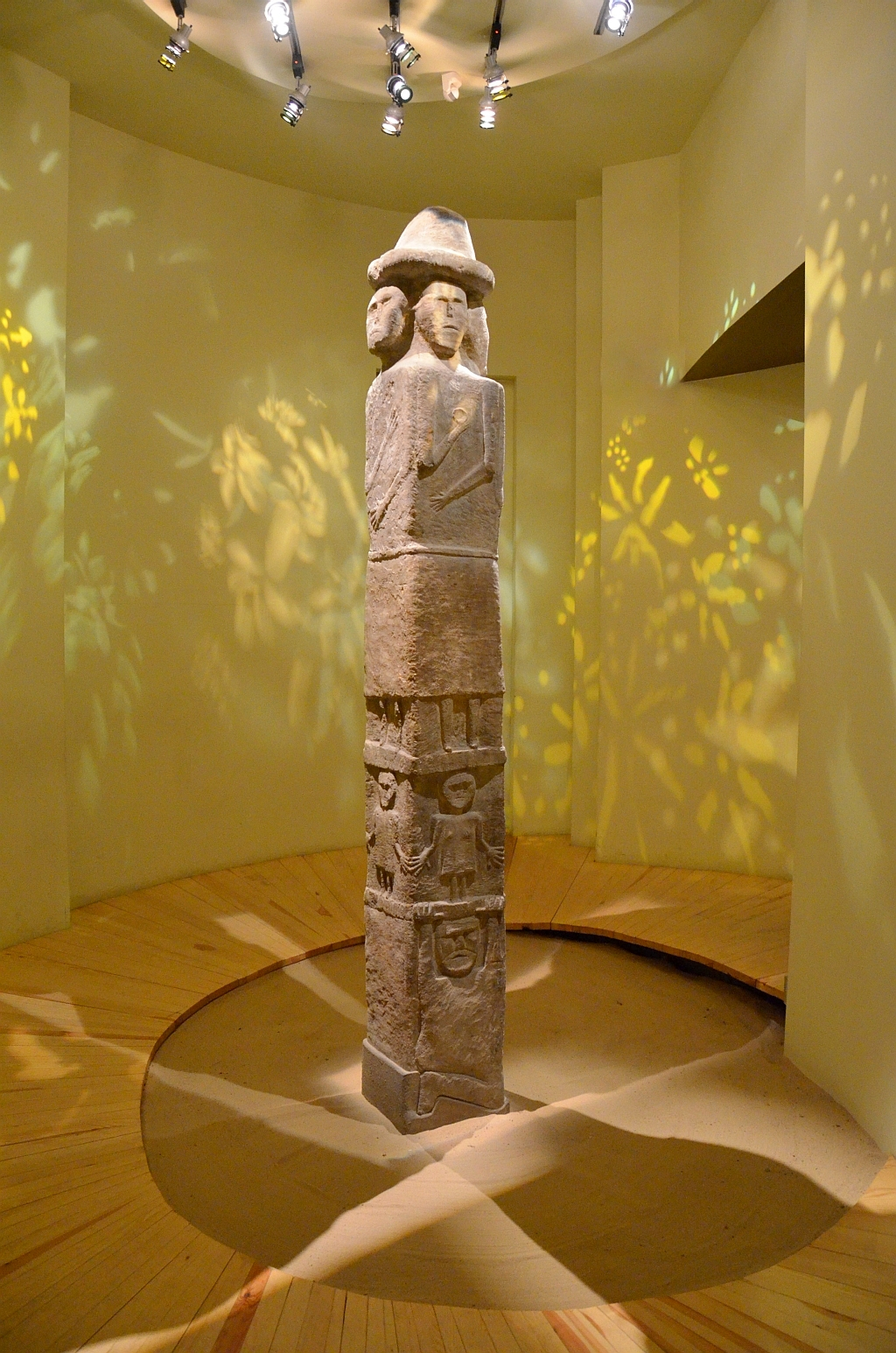
Збручский идол

Существовала резьба по камню и дереву. В летописях указано об идолах языческих богов, поверженных при христианизации, позже православная церковь по идеологическим соображениям сопротивлялась этому жанру и его проникновению в религиозное искусство (поэтому круглая скульптура на Руси практически отсутствует). Они могли быть как деревянными, так и каменными. Из летописей известно, например, что идол Перуна, поставленный в Киеве князем Владимиром, был деревянным, с серебряной головой и золотыми усами. Идолов восточных славян отличает простота и грубость исполнения, тогда как у западных славян идолы были более искусными и сложными. Кроме того, отличительной чертой западнославянских идолов является поликефалия (многоголовость).
Идолы ставились в центре капищ или гонтин. Одним из самых знаменитых подобных уцелевших артефактов является каменный Збручский идол (откопан в 1848 году). Столб разделён на три яруса, на каждом из которых высечены различные изображения. Нижний ярус изображает подземное божество, средний — мир людей, верхний — богов. Идол венчает круглая шапка. Дата создания идола — приблизительно X век. Более загадочен Шкловский идол.
Высокий уровень ранних христианских рельефов говорит о том, что русская христианская скульптура возникла не на пустом месте и имела достаточно развитого предшественника. Большинство сохранившихся христианских произведений — рельефы с аллегорическими композициями, растительным или геометрическим орнаментом, которые украшали фасады и интерьеры зданий, часто в качестве вставок. Тематические сцены и орнаменты того времени выражают своеобразное восприятие мира древним художником. В орнаментальных мотивах проявляется богатство фантазии, интерес к «узорочью», чувство декоративных возможностей пластик.

### Декоративно-прикладное искусство
Под влиянием язычества древние славяне воплощали в творчестве мифологические образы природных стихий — изображения солнца, коня, птицы, цветка и др. Языческие орнаментальные мотивы, как считают исследователи, сохранились в русских народных промыслах — например, в вышивке, и после христианизации, до самого позднего времени (см. также Ремёсла в Древней Руси, Русские народные промыслы). Один из популярных мотивов, уцелевших на узорных вышивках русского Севера — изображение великой богини: женщина в широкой юбке, с поднятыми руками, иногда обрамленная фигурами животных или всадников.

#### Ювелирное искусство

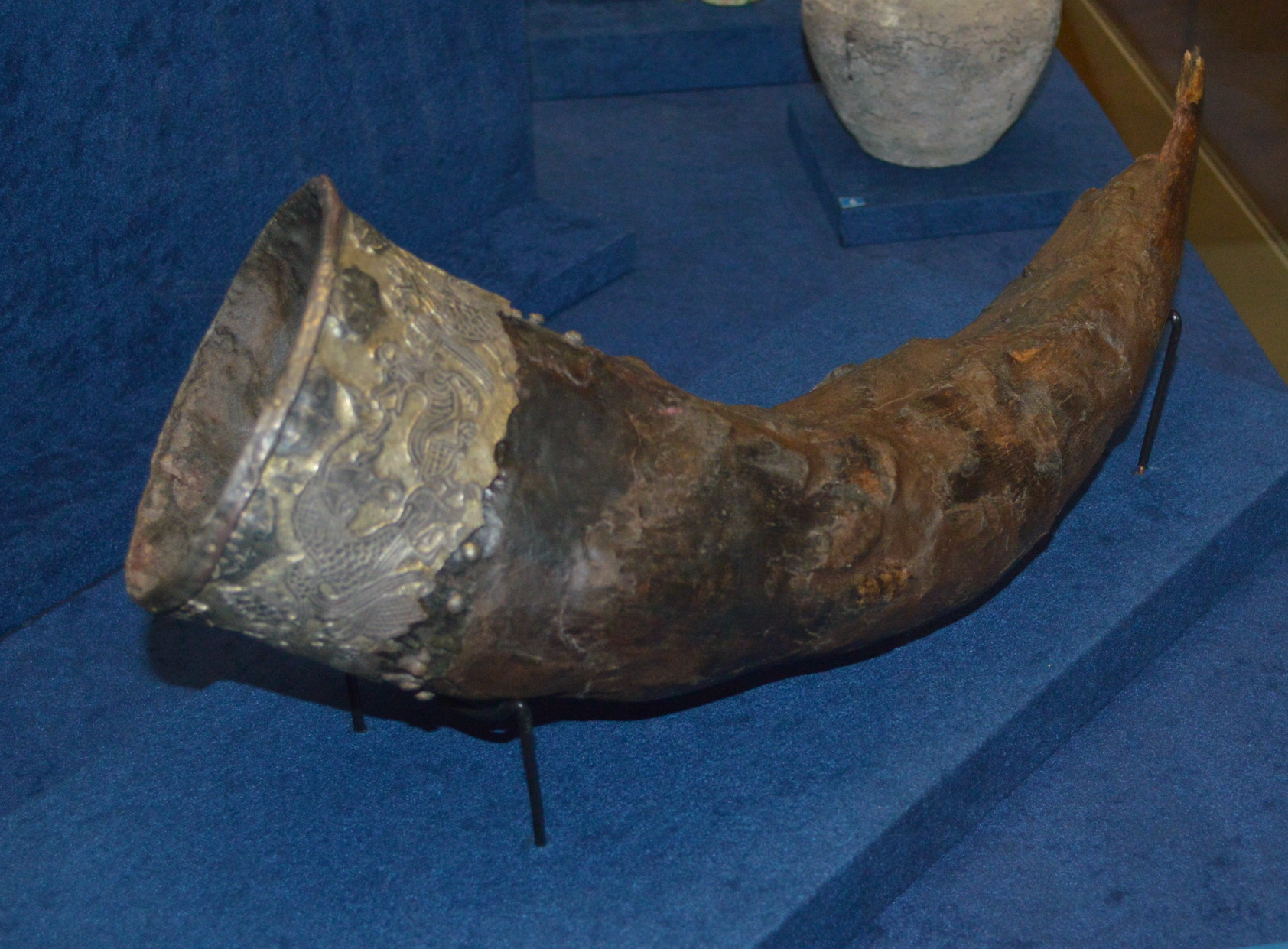
Рог из Чёрной Могилы.

Ювелирное искусство представлено археологическими находками, наиболее характерно разнообразие таких украшений, как височные кольца (колты). В захоронениях, кладах и т. п. археологи находят также фибулы, гривны, подвески, серьги, браслеты, амулеты. Мастера использовали сложные техники обработки металла, их наследие восприняли ювелиры ранней Киевской Руси.
В числе важнейших памятников: находки из кургана Черная Могила в Черниговской области (X век), в особенности обнаруженные там два турьих рога в серебряной оправе, обильно украшенной (ГИМ). В Киевском государственном историческом музее находится клад IV века из села Мартыновка, где есть несколько серебряных фигурок. Важные находки предоставляет Гнёздовский археологический комплекс под Смоленском.

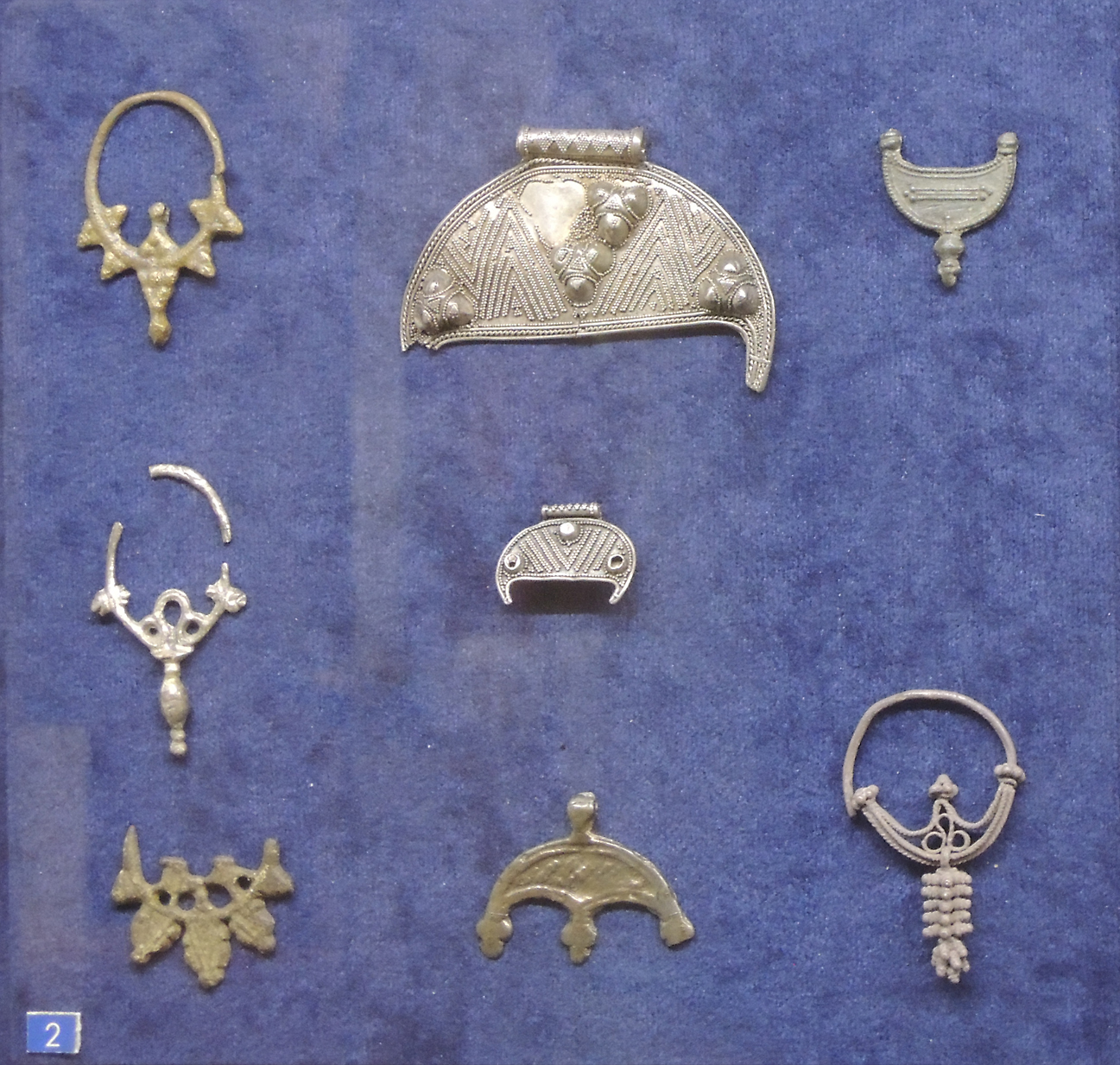
Комплекс украшений славянской женщины. Лунница (подвеска в форме полумесяца). височные кольца, бусы.

Также среди археологических находок встречаются привозные объекты, в особенности для языческой культуры Руси важны скандинавские предметы.

## Комментарии
1. ↑  Термин «полуземлянка» в исследованиях материальной культуры славян традиционно относится к остаткам любого древнего сооружения неопределённого внешнего вида, на месте которого обнаруживается заглублённый в землю (в материк) котлован[28]. Малая глубина заглубления этих жилищ в грунт свидетельствует, что значительная часть их стен поднималась над поверхностью земли, поэтому крыша, скорее всего, не могла опираться на землю. Тем не менее жилища такого типа, даже углублённые лишь на десяток сантиметров, было принято называть полуземлянками. Даже использовавший этот термин П. А. Раппопорт признавал, что он условен, однако долгое время имел широкое распространение в научной литературе, так как позволял достаточно чётко разделять два принципиально различных типа жилищ — жилища с полом, пониженным по отношению к уровню земли, и жилища наземного типа с полом, который расположен на уровне поверхности или поднят над ним.[29] Само слово создано искусственно исследователями древнерусского домостроения. До этого в языке существовало лишь слово «землянка»[26][30].